# Choktoigletscher
Der Choktoigletscher befindet sich im westlichen Karakorum im pakistanischen Sonderterritorium Gilgit-Baltistan.

## Lage
Der Choktoigletscher ist ein 30 km langer Gletscher im Panmah Muztagh. Der Panmahgletscher mündet linksseitig in den Choktoigletscher, 9 km oberhalb dessen unteren Gletscherendes. Der Choktoigletscher strömt anfangs nach Osten und später nach Südosten und Süden. Wichtige Berge, die den Gletscher flankieren, sind Baintha Brakk (Ogre) (7285 m) und Latok I (7145 m). Der 5430 m hohe Sim La bildet einen Übergang zum weiter westlich gelegenen Simgang-Gletscher.
Der Dumord bildet den Abfluss und fließt in südlicher Richtung vom Gletschermaul über eine Strecke von 18 km bis zur Mündung in den nach Westen strömenden Braldu.